# Caserne Champlain
La caserne Champlain, anciennement connu sous le nom de poste d'incendie et de police Numéro-Deux-de-Shawinigan est une caserne de pompier située au 2023, avenue Champlain à Shawinigan. Elle a été construite en 1921 selon les plans de l'architecte Ernest-A. Labelle dans le but de desservir la haute ville. Il s'agit de l'un des derniers témoins de l'âge d'or de la ville au début du XXe siècle. Elle a été classée par le ministère de la Culture et des Communications en 2012.

## Histoire
La ville de Shawinigan connait au début du XXe siècle un important développement industriel. Pour ce prémunir des incendies, elle fait construire en 1920-1921 un premier poste de police et caserne de pompiers. Elle en fait construire un second en 1922. En 1965, le premier poste d'incendie et de police est démoli. Le poste d'incendie et de police No2 est quant à lui reconnu comme monument historique le 11 décembre 2003. Le bien est devenu classé avec la mise en vigueur de la loi sur le patrimoine culturel en 2012.